# غاري ستيوارت
غاري ستيوارت (بالإنجليزية: Gary Stewart)‏ هو كاتب أغاني وموسيقي أمريكي، ولد في 28 مايو 1944 في جينكينز في الولايات المتحدة، وتوفي في 16 ديسمبر 2003 في فورت بيرس في الولايات المتحدة.

## وصلات خارجية
- غاري ستيوارت على موقع IMDb (الإنجليزية)
- غاري ستيوارت على موقع ميوزك برينز (الإنجليزية)
- غاري ستيوارت على موقع أول ميوزيك (الإنجليزية)
- غاري ستيوارت على موقع ديسكوغز (الإنجليزية)